# マニツェ島
マニツェ島（マダガスカル語、Nosy Manitse）とは、アフリカ大陸の東のインド洋上、マダガスカル島南端部のすぐ南に存在する小さな島である。

## 地理
マニツェ島は、おおよそ南緯25度13分、東経44度13分付近に位置しており

、この場所はマダガスカル南端部のトゥリアラ州に属している。

## 気候

### 気温
マニツェ島の気温は年間を通して比較的高い気温で安定している

。
特に最も暑い時期の1月と2月の平均気温は共に27.5 ℃、次いで3月の平均気温が27.0 ℃、そして12月の平均気温は26.7 ℃であり

、この4ヶ月間は高い気温で安定している。しかし、年中ほぼ一定の気温というわけではない。夏に当たる2月が最も暑く、2月の昼の平均気温は32.1 ℃である

。
これに対して、冬に当たる最も寒い時期である7月の平均気温は19.5 ℃で

、夜の平均気温は13.8 ℃である

。

### 日照・降水量・湿度
マニツェ島における降水量は、夏に当たる2月頃が一番多い

。
これに対して冬の終わりに当たる9月頃は特に乾燥し、晴天の日が多い

。